# Idioma ndonga
Ndonga (o endonga) (pronunciado con una prenasalización [ⁿdoɡɑ]) es una lengua bantú hablada en áreas de Angola y Namibia. Se estima que cerca de 700 000 personas hablan ndonga. Combinado con el muy parecido kwanyama forma lo que se conoce como oshiwambo.